# Ministeri de Drets Socials i Agenda 2030
El Ministeri de Drets Socials i Agenda 2030 d'Espanya és el Departament de l'Administració General de l'Estat a què li correspon la proposta i execució de la política del Govern de la Nació en matèria de drets socials i benestar social, de família i la seva diversitat, de protecció del menor, de cohesió social i d'atenció a les persones dependents o amb discapacitat, de adolescència i joventut, així com de protecció dels animals.
Igualment correspon al Ministeri de Drets Socials i Agenda 2030 la proposta i execució de la política de Govern en matèria d'impuls, seguiment i cooperació per a la implementació dels Objectius de Desenvolupament Sostenible de l'Organització de les Nacions Unides.

## Història
El Departament de Drets Socials i Agenda 2030 va ser creat pel president de Govern, Pedro Sánchez, el 2020 després de la integració en un sol departament de les competències socials del Ministeri de Sanitat, Consum i Benestar Social i les que tenia la Presidència de Govern sobre els Objectius de Desenvolupament Sostenible.
El seu titular va ser Pablo Iglesias, que també va ostentar el càrrec de vicepresident segon de Govern, des del 13 de gener de 2020 fins a la seva renúncia per presentar-se a les eleccions a l'Assemblea de la Comunitat de Madrid.
El 31 de març de 2021, la cartera va ser assumida per la que va ser secretària d'Estat per a l'Agenda 2030, Ione Belarra.

## Funcions
Segons el Reial Decret 2/2020, de 12 de gener, pel qual es reestructuren els departaments ministerials, correspon al Ministeri de Drets Socials i Agenda 2030:
- La proposta i execució de la política de Govern en matèria de benestar social, de família, de protecció del menor, de cohesió i d'atenció a les persones dependents o amb discapacitat, de joventut, així com de protecció dels animals.
- La proposta i execució de la política de Govern en matèria d'impuls per a la implementació de l'Agenda 2030 de l'Organització de les Nacions Unides.

## Estructura
Aquest Ministeri s'estructura en els següents òrgans superiors:
- La  'Secretaria d'Estat de Drets Socials' .
  - La Direcció General de Drets de la Infància i de l'Adolescència.
  - La Direcció General de Diversitat Familiar i Serveis Socials.
  - La Direcció General de Drets de les Persones amb Discapacitat.
- La  'Secretaria d'Estat per a l'Agenda 2030' .
  - La Direcció General de Polítiques Palanca per al Compliment de l'Agenda 2030.
- La  'Sotssecretaria de Drets Socials i Agenda 2030' .
  - La Secretaria General Tècnica.
  - La Direcció General de Drets dels Animals.

### organismes adscrits
directament:
- El Reial Patronat sobre Discapacitat

A través de la Secretaria d'Estat de Drets Socials:
- El Institut de Majors i Serveis Socials (IMSERSO)
- El Institut de la Joventut